# Fanmi Lavalas
Fanmi Lavalas (FL, kreolisch: Fanmi: Familie, Lavalas: Wasserfall oder Lawine (in Bezug auf die biblische Sintflut)) ist eine linksgerichtete Partei in Haiti. Ihr Vorsitzender war der ehemalige haitianische Präsident Jean-Bertrand Aristide. 

Die Partei ist eine bedeutende Kraft in der haitianischen Politik seit ihrer Gründung 1991. Fanmi Lavalas behauptet, dass ihre Regierungen eine Politik des „Wachstums mit Eigenkapital“, basierend auf karibischen und westeuropäischen sozialdemokratischen Prinzipien unterstützten. Fanmi Lavalas-Regierungen haben in Bildung und Gesundheit investiert und opponierten gegen die auferlegten Sparmaßnahmen des Internationalen Währungsfonds.

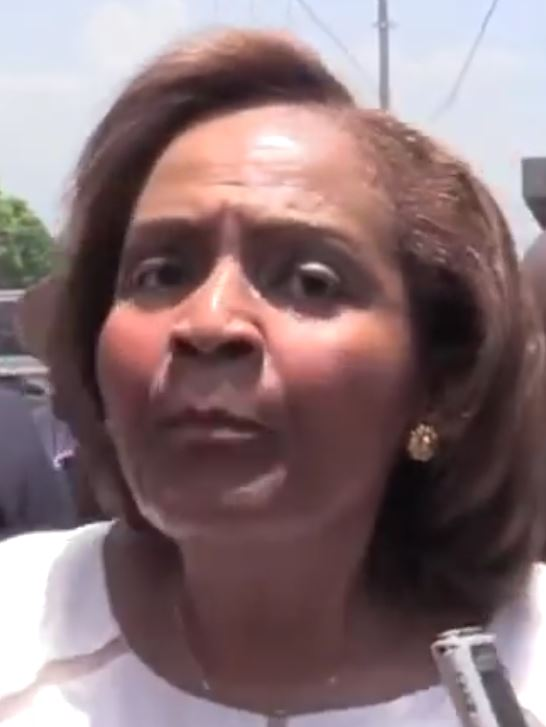
Maryse Narcisse (2016)

## Geschichte
Lavalas war eine politische Bewegung in Haiti und die erste Partei der Bewegung war die Organisation du peuple en lutte (OPL, französisch etwa „Organisation der sich durchkämpfenden Menschen“), gegründet 1991. Im Laufe der neunziger Jahre lebten sich OPL und Lavalas immer mehr auseinander, unter anderem wegen der ökonomisch-liberalistischen Tendenzen der OPL. Daher spaltete sich 1996 die FL unter Aristides Führung als eine Partei für die armen Massen ab. 
Zwei Hauptgründe für die Spaltung sind bekannt: (1) um der Lavalasbewegung treu zu bleiben, gegen die neoliberale Politik der vom Ausland beeinflussten OPL; (2) um die Übernahme der Führung der Bewegung durch rivalisierenden Politiker, zuungunsten Aristides und anderer mehr linksgerichteten Politiker, zu verhindern. Das haitianische Militär hatte Aristides erste Regierung im Jahr 1991 mit Unterstützung der USA zu Fall gebracht, 2004 wurde der amtierende Präsident Aristide während eines Putsches unter dubiosen Umständen aus dem Land gebracht.

## Wahlen
Bei den freien Wahlen, bei denen die Partei der Lavalsbewegung zugelassen war, 1990 und 1995 (als OPL) und 2000 (als Fanmi Lavals) gewann sie eindeutige Mehrheiten. Nach dem zweiten Sturz Aristides 2004 wurde die Partei zu den Wahlen 2006 und 2010/11 nicht zugelassen. Auch bei der Senatswahl in Haiti 2009 war die Partei nicht zugelassen.
Bei der Parlamentswahl in Haiti 2015 und der Präsidentschaftswahl in Haiti 2015 trat Fanmi Lavalas unter Führung von Maryse Narcisse an, erreichte jedoch nur 7 Prozent der Stimmen.